# Камышёво
Камышёво (укр. Комишеве) — село в Новоархангельской поселковой общине Голованевского района Кировоградской области Украины.
До 2020 года входило в Новоархангельский район.
Население по переписи 2001 года составляло 41 человек. Почтовый индекс — 26100. Телефонный код — 255. Код КОАТУУ — 3523655102.